# Rodrigo López (futbolista, 1987)
Rodrigo López (Guadalajara, Jalisco, México, 10 de mayo de 1987) es un futbolista mexicano-estadounidense. Juega de centrocampista y su equipo actual es el Sacramento F.C. de la USL Championship.

## Trayectoria

### Inicio
López se crio en Santa Bárbara, California , y comenzó su carrera en 2003 cuando se unió al Chivas de Guadalajara cantera, donde jugó durante un año y medio.

### Profesional
López se convirtió en profesional cuando se firmó a un contrato de desarrollo por Chivas EE. UU. el 7 de julio de 2005, y permaneció con el equipo hasta que se renunció en 2007 después de haber hecho ocho apariciones de la MLS.
López dejó caer un nivel para jugar una temporada con el condado de Ventura Fusión en la USL Premier Development League en 2008, y luego jugó para ambos Cuervos Negros de Zapotlanejo y Querétaro en México, antes de regresar al Condado de Ventura en el verano de 2009 para ayudar a la Fusión ganar el Campeonato PDL 2009, recibiendo los honores de MVP. 
Tras la conclusión de la temporada PDL López firmó con el Portland Timbers , ayudarles a los 2009 Primera División de la USL título de la temporada regular.
El 17 de marzo de 2011, López fue agregado a la lista de Portland Timbers de la MLS, junto con Chris Taylor y Spencer Thompson. Después de la temporada de 2011, los Timbers anunció que no iban a traer de vuelta López para la temporada 2012. López entró en la MLS reingreso Proyecto de 2011 , pero no fue seleccionado y se convirtió en agente libre.
El 2 de diciembre de 2013, Sacramento República FC de la USL Pro anunció López como su primer fichaje. Fue un USL PRO finalista MVP y una selección de primer equipo All-USL PRO. Fue nombrado al equipo de la USL PRO de la semana en las semanas 9, 14, 19 y 24 y fue el jugador de la semana en la semana 14. También se llamó la USL PRO Playoffs MVP.
El 8 de octubre el año 2015 López anunció que no iba a volver a Sacramento Repúblic FC.
Tras su anunciar su salida del Sacramento FC, se convierte en jugador del Celaya FC de la Liga de Ascenso de México donde consigue grandes actuaciones y convertirse no solo en el ídolo del Club, si no de igual forma de la Ciudad y un referente de La Liga de Ascenso.
Durante el Draft rumbo al Apertura 2017 se da a conocer que López sería refuerzo de los Diablos Rojos del Deportivo Toluca, reto difícil para Rodrigo ya que llegaría al tercer club más ganador de la Primera División de México a petición de Jaime León que venía siguiendo su carrera por las grandes actuaciones con los Toros del Celaya.

## Selección nacional
Fue seleccionado nacional en muchas ocasiones para representar a Estados Unidos en las categorías sub-17 y sub-20.

## Clubes
| Club                     | País           | Año           |
| ------------------------ | -------------- | ------------- |
| Chivas USA               | Estados Unidos | 2005-2007     |
| Ventura County Fusion    | Estados Unidos | 2008          |
| Cuervos Zapotlanejo F.C. | México         | 2008-2009     |
| Querétaro F.C.           | México         | 2009          |
| Ventura County Fusion    | Estados Unidos | 2009          |
| Portland Timbers (USL)   | Estados Unidos | 2009-2010     |
| Portland Timbers         | Estados Unidos | 2011          |
| Orlando City (USL)       | Estados Unidos | 2012          |
| Los Angeles Blues        | Estados Unidos | 2013          |
| Sacramento F.C.          | Estados Unidos | 2014-2015     |
| Celaya F.C.              | México         | 2016-2018     |
| Toluca F.C. (Cedido)     | México         | 2017          |
| Veracruz                 | México         | 2019          |
| Sacramento Republic      | Estados Unidos | 2020          |
| Rio Grande Valley        | Estados Unidos | 2021          |
| Sacramento Republic      | Estados Unidos | 2022-presente |

## Palmarés

### Campeonatos nacionales
| Título                     | Club                  | País           | Año  |
| -------------------------- | --------------------- | -------------- | ---- |
| Campeón de Conferencia MLS | Chivas USA            | Estados Unidos | 2007 |
| Campeón Liga USL           | Ventura County Fusion | Estados Unidos | 2009 |
| Campeón Liga USL           | Orlando City          | Estados Unidos | 2012 |
| Campeón Liga USL           | Sacramento F.C.       | Estados Unidos | 2014 |

## Vida privada
Aunque nació en México, la familia de López se trasladó a Estados Unidos cuando tenía dos años de edad, y posee la doble nacionalidad con México y Estados Unidos. También tiene un hermano y hermana, Carmen López y Álvaro López.